# Milagros Sequera
Milagros Sequera Huss (San Felipe, 30 de setembro de 1980) é uma ex-tenista profissional venezuelana, bicampeã pan-americana.